# おぼえてる。
「おぼえてる。」は、HOME MADE 家族の通算12枚目のシングル。

## 概要
PVにはファッションモデルの杏が出演している。 初回生産限定盤には特典としてDVDが付いている。

## 収録曲

### CD
1. おぼえてる。
2. RISE & SHINE
東海地区地上波デジタル推進キャンペーンソング
3. EVERYBODY NEEDS MUSIC (raw phat remix)
9枚目のシングル曲「EVERYBODY NEEDS MUSIC」を生バンドアレンジしたもの。

DVD（初回限定盤のみ）
1. 「fantastic3 feat.SEAMO」Music Video
3枚目のアルバム『FAMILIA』収録曲
2. "FAMILIA" TOUR 2007 LIVE DVD 予告編

| スタブアイコン | サブスタブ | この項目は、まだ閲覧者の調べものの参照としては役立たない、シングルに関連した書きかけの項目です。この項目を加筆・訂正などしてくださる協力者を求めています（P:音楽/PJ:楽曲）。 |